# Alfred Lichtenstein

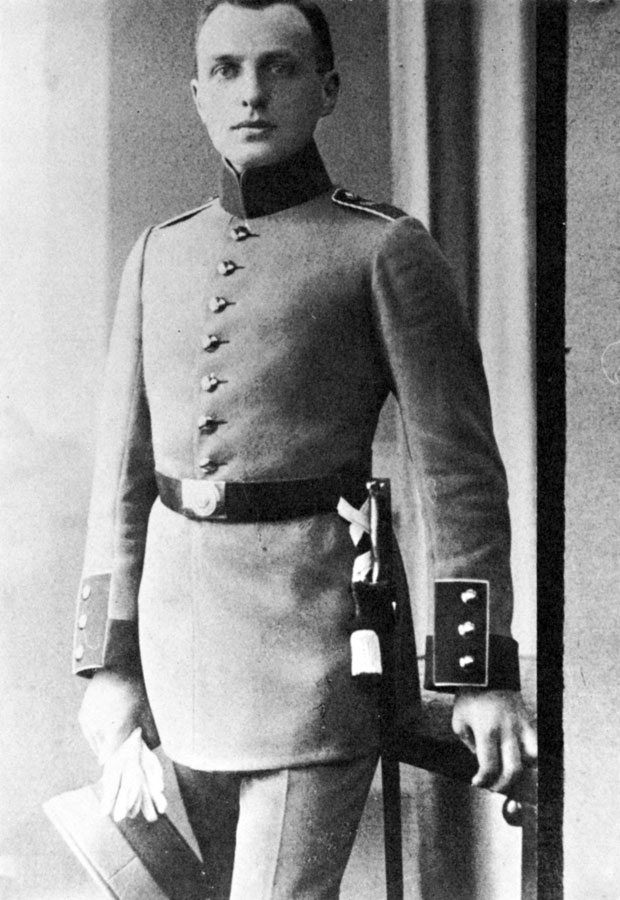
Alfred Lichtenstein (1914)

Alfred Lichtenstein (* 23. August 1889 in Berlin; † 25. September 1914 bei Vermandovillers, Département Somme, Frankreich) war ein deutscher expressionistischer Schriftsteller.

## Leben
Als ältester Sohn des Textilfabrikanten David Lichtenstein und der Franziska Lichtenstein, geborene Merzbach, wuchs Alfred Lichtenstein mit vier Geschwistern in Berlin auf. Er besuchte das Luisenstädtische Gymnasium, welches er 1909 mit dem Abitur abschloss. Zunächst studierte er Rechtswissenschaften in Berlin, später in Erlangen. 1910 begann er, Gedichte zu veröffentlichen. Zunächst erschienen sie in der Berliner Zeitschrift Der Sturm, ab 1912 auch in der Aktion, in der im Januar 1914 sein bekanntes Gedicht „Punkt“ erschien. 1913 promovierte er zum Doktor der Rechtswissenschaften an der Universität Erlangen. Im selben Jahr brachte er eine Gedichtsammlung unter dem Titel „Die Dämmerung“ heraus, die unter anderen sein Gedichte Die Stadt und Prophezeiung enthält. Letzteres liest sich, wie das nach Form und Inhalt sehr ähnliche Weltende von Jakob van Hoddis wie eine Vorahnung des kommenden Ersten Weltkriegs. Es beginnt mit folgenden Zeilen:
Einmal kommt - ich habe Zeichen -

Sterbesturm aus fernem Norden.

Überall stinkt es nach Leichen.

Es beginnt das große Morden.
Im Oktober 1913 trat Lichtenstein als Einjährig-Freiwilliger in das bayerische 2. Infanterieregiment in München ein. Von Kriegsbeginn am 1. August 1914 an nahm er am Weltkrieg teil. Die Verzweiflung über das Kriegserlebnis und seine Todesahnung drückte er in Gedichten aus. Im Gedicht Abschied heißt es: „Vielleicht bin ich in dreizehn Tagen tot.“ Am 25. September 1914 fiel Alfred Lichtenstein bei Vermandovillers (Département Somme) dem „großen Morden“ an der Westfront zum Opfer.

## Beziehungen
Aus zahlreichen seiner Gedichte geht seine Zuneigung zu seinem besten Freund, Franz Stadler hervor.
Stadler und Lichtenstein lernten sich in der Schule kennen, wo sie sich sofort mochten. Später unternahmen sie gemeinsame Ausflüge.
Eines der Gedichte, die er über seine Erlebnisse mit Franz schrieb, heißt Der Ausflug.
Darin kann man lesen:

„Komm, wir müssen von der Stadt
Weit hinweg.
Wollen uns in eine sanfte
Wiese legen.
Werden drohend und so hilflos
Gegen den unsinnig Großen,
Tödlich blauen, blanken Himmel
Die entfleischten, dumpfen Augen,
Die verwunschnen,
Und verheulte Hände heben“

## Gesamtwerk
Lichtenstein verfasste stark groteske Lyrik und Prosa. Ein bekanntes Gedicht Lichtensteins ist Die Dämmerung.
In seinen Prosastücken macht er sich über einige seiner Bekannten und auch über sich selbst im Stile Alfred Jarrys lustig. Dazu kreiert er Phantasiefiguren, die für Freunde und Vorbilder wie etwa Georg Heym, Gottfried Benn und Jakob van Hoddis stehen. Lichtenstein, in Gestalt seiner von ihm geschaffenen Figur Kuno Kohn, die ihn selbst darstellen soll, sagte:

„Der einzige Trost ist: traurig sein. Wenn die Traurigkeit in Verzweiflung ausartet, soll man grotesk werden. Man soll spaßeshalber weiter leben. Soll versuchen, in der Erkenntnis, dass das Dasein aus lauter brutalen, hundsgemeinen Scherzen besteht, Erhebung zu finden.“

## Werke (Auswahl)
- Dichtungen. Gesamtausgabe. Herausgegeben von Klaus Kanzog und Hartmut Vollmer (Arche Editionen des Expressionismus. Herausgegeben von Paul Raabe). Enthält die Gesammelten Gedichte und die Gesammelte Prosa sowie unveröffentlichte Gedichte aus dem Nachlass. Mit Bibliographie und einem längeren Essay über Lichtenstein von Hartmut Vollmer sowie Abbildungen. Arche, Zürich 1989, ISBN 3-7160-2089-3.
- Ich hebe meine Augen in die Welt: Groteske Gedichte und ein Prosatext von Alfred Lichtenstein. Hörbuch mit Barbara Wittmann und Detlef Bierstedt, mit Musik von und mit Aki Takase und Michael Griener. hoerbuchedition words & music, 2007, ISBN 978-3-9811778-2-4.
- Die Fahrt nach der Irrenanstalt. Eine Auswahl an Gedichten. hochroth Verlag, Berlin 2008, ISBN 978-3-9812619-0-5.
- Die Dämmerung. Gedichte und Interpretationen. Band 5: Vom Naturalismus bis zur Jahrhundertmitte. Philipp Reclam jun. 1998, ISBN 978-3-15-007894-5, S. 148.
- Alfred Lichtenstein (= Versensporn – Heft für lyrische Reize. Nr. 50.) Hrsg. von Tom Riebe. Edition Poesie schmeckt gut, Jena 2022, 100 Exemplare.[2]